# Famille Solaro
 (juin 2017).
Si vous disposez d'ouvrages ou d'articles de référence ou si vous connaissez des sites web de qualité traitant du thème abordé ici, merci de compléter l'article en donnant les références utiles à sa vérifiabilité et en les liant à la section « Notes et références ».
 (juin 2017).
La famille Solaro ou Solari est une des familles les plus importantes de la ville d'Asti durant le Moyen Âge. Dirigeant le parti des Guelfes, les Solari ont gouverné la cité durant plus de 50 ans sans interruption et ont toujours été parmi les plus puissantes familles patriciennes.

## Origines et histoire
Il semble que le premier Solaro à apparaître dans la documentation soit un certain Oberto Solaro d'Asti avec le comte Humbert de Savoie[Lequel ?]. L'influences des Solari grandit de plus en plus au fil des siècles. Ainsi Alberto Solaro sera capitaine de la cavalerie d'Asti pendant la quatrième Croisade.
La famille est aussi importante en matière ecclésiastique puisque Bruno de Segni, évêque de Segni semble être de ses membres, ainsi qu'Oberto Solaro, évêque d'Ivrée en 1322.
La puissance de la famille était telle en 1300, que le chef de famille pouvait réunir à tout moment près de 500 fantassins et 400 cavaliers[réf. souhaitée]. Finalement la famille ne réussit pas à se débarrasser des influences étrangères et ne parvint pas à faire d'Asti sa propre seigneurie comme l'avait fait les Visconti avec Milan.
Cependant la famille n'est pas tombée dans l'oubli. On trouve parmi ses membres deux vice-rois de Sardaigne, un commandant de l'artillerie de Turin, un ambassadeur, un ministre des Affaires étrangères du royaume de Sardaigne, des gouverneurs de province et un membre de la Très Sainte Annonciade.

## Titres de noblesse
- Patricien de la ville d'Asti
- Marquis et Comte pour les membres des nombreuses branches
- Patricien de Milan
- Patricien de Rome.